# Martine Tanghe
Martine Tanghe (Bellem, 23 november 1955 – Lubbeek, 23 juli 2023) was een Belgische journaliste. Ze was jarenlang een bekende nieuwslezeres van de Vlaamse publieke omroep VRT. Tanghe werd als populair nieuwsanker gewaardeerd en onderscheiden om haar heldere uitspraak van het Algemeen Nederlands.

## Biografie

### Jeugd en opleiding
Martine Tanghe werd geboren in Bellem, maar als kind verhuisde ze met haar gezin naar Bissegem. Ze ging later op internaat in Kortrijk, waar ze Latijn-Grieks volgde. Haar leraar Nederlands/Duits was Frans Destoop, die ook journalist voor de BRT was van 1976-1978. Tanghe studeerde Germaanse filologie aan de KU Leuven en gaf aanvankelijk zomercursussen Nederlands aan politieke vluchtelingen uit Latijns-Amerika. 

### Eerste jaren VRT
In december 1977 slaagde ze, onder meer samen met Leo Stoops, Paul Jambers, Jef Lambrecht en Geert van Istendael, voor het journalistenexamen van de toenmalige BRT. De selectie begon in september met duizend kandidaten en eindigde pas in december met elf. Tanghe was samen met Lea Cornelis de enige vrouw die het beruchte journalistenexamen had overleefd. Op 1 februari 1978 ging ze aan de slag bij de openbare omroep BRT. Een aantal maanden later volgde ze in Het Journaal nieuwslezeres Monique Delvaux op, de allereerste vrouwelijke journalist van de nieuwsdienst van de toenmalige BRT. De eerste jaren combineerde ze reportagewerk in binnen- en buitenland met de presentatie van Het Journaal in de studio.
Tanghe nam een eerste keer loopbaanonderbreking in de jaren 1980 om met haar man een jaar lang rond de halve wereld te zeilen. In 1990 was ze eenmalig te zien in de serie Samson en Gert.  Eind 1991 verliet ze de VRT opnieuw even om woordvoerster te worden van het Vlaams Parlement.

### Verdere carrière
Tanghe stond bekend om haar passie voor het Algemeen Nederlands. Haar heldere uitspraak van het Algemeen Nederlands was haar handelsmerk. Ze las vanaf 19 december 2005 ieder jaar het Groot Dictee der Nederlandse Taal voor, samen met Philip Freriks, dit nadat ze eerst jarenlang in de jury van het dictee had gezeteld. In 2015 werd ze als presentatrice vervangen door Freek Braeckman. Van 2009 tot 2017 was ze bovendien bestuurslid van de Nederlandse taalvereniging het Genootschap Onze Taal.
Van 2008 tot 2011 presenteerde ze samen met Kobe Ilsen het discussieprogramma Volt. In 2010 won dit programma de AIB Media Excellence Awards in de categorie Best creative feature, meest creatieve item, voor de humoristische reclametests die er deel van uitmaken.
Eind 2011 werd bij Tanghe borstkanker vastgesteld. Ze verdween op 4 november 2011 van het scherm en kon door de revalidatie na haar operatie gedurende lange tijd haar beroepsactiviteiten niet uitoefenen. Hierdoor kon ze o.a. in december 2011 het Groot Dictee der Nederlandse Taal niet voorlezen. Dit heeft Philip Freriks dat jaar voor één keer alleen gedaan. Op 3 september 2012 verscheen ze terug op het scherm, onder meer als een van de gezichten van de verkiezingsprogramma's naar aanleiding van de lokale verkiezingen van 14 oktober. Sinds 1995 steunde ze reeds Kom Op Tegen Kanker en werd later een van de boegbeelden van de actie. In 2007 poseerde ze voor een affiche om bevolkingsonderzoek naar borstkanker te promoten.
Op 2 maart 2013, tijdens het gala van de Vlaamse Televisie Sterren 2013, mocht ze de televisiester als beste presentatrice van het voorbije jaar in ontvangst nemen. Diezelfde avond mocht ze een tweede maal het podium op na de overwinning van Het Journaal als beste nieuwsprogramma.
In 2018 sprak Martine Tanghe voor het eerst een stem in voor een animatiefilm: die van het personage burgemeester McGerkle in de film The Grinch. In 2019 verleende ze haar stem opnieuw, aan Solan & Ludwig: reis naar de maan, met een rol als, toepasselijk, nieuwsanker.
Op 28 december 2020, twintig dagen na haar laatste nieuwsuitzending, presenteerde Tanghe voor het laatst het jaaroverzicht van VRT NWS.

### Pensioen
Martine Tanghe werd op 23 november 2020 vijfenzestig jaar. Vanwege haar pensioengerechtigde leeftijd, kon ze niet langer in dienst blijven bij de VRT.  Op 30 november 2020 presenteerde ze om 19 uur voor de laatste keer Het Journaal op Eén. Ze nam afscheid met de woorden, deels verwijzend naar de coronapandemie: "Dank dat u bij ons was, ik zal u missen. Hou het veilig, hou vol. Het komt allemaal weer goed." Haar laatste journaal werd afgesloten met een afscheidsgesprek met Wim De Vilder, eerbetonen en de toekenning van de Grote Prijs Jan Wauters. Enkele dagen eerder mocht ze op audiëntie bij koning Filip, waarvan in Het Journaal een stuk werd getoond. Martine Tanghe presenteerde uiteindelijk 42 jaar lang Het Journaal. Bijna 70% van alle Vlamingen die toen televisie keken, bekeken deze Journaaluitzending en het was met net iets meer dan twee miljoen kijkers de best bekeken Journaalaflevering ooit.
In maart 2021 werd ze de eerste juryvoorzitter van de Boon voor kinder- en jeugdliteratuur, een toen net opgerichte Vlaamse literaire prijs. Vanaf september 2022 toerde Tanghe langs theaters als vertelster van het stuk Morris, een verhaal van Bart Moeyaert met muziek van Koen Brandt.

## Onderscheidingen
Zowel in Vlaanderen als in Nederland wordt Martine Tanghe geprezen om haar heldere uitspraak van het Algemeen Nederlands met diverse onderscheidingen.
- In 1995 kreeg ze van de Nederlandse Stichting LOUT de Groenman-taalprijs
- In 2000 won ze de ANV-Mediaprijs
- In 2008 kreeg zij een Eervolle Vermelding bij de AIB Media Excellence Awards-prijs International TV personality of the year.
- In 2020 werd ze onderscheiden met de Grote Prijs Jan Wauters.
- In 2021 ontving ze het Ereteken van de Vlaamse Gemeenschap.
- In 2023 werd ze op donderdag 20 juli, de vooravond van de nationale feestdag en drie dagen voor haar overlijden, benoemd tot Commandeur in de Kroonorde.[16][17]
- Op 23 juli 2024, dag op dag één jaar na haar dood, hebben de Lubbeekse gemeenteraad en haar familie een voorstel goedgekeurd om een straat in een nieuwe sociale wijk naar haar te noemen.[18]

## Privéleven
Martine Tanghe was gehuwd met de in 2019 overleden VRT-journalist Jos Van Hemelrijck, met wie ze twee zonen en een dochter had. Ze had hiervan bij haar overlijden vier kleinkinderen. Op zondagmorgen 23 juli 2023 overleed ze thuis in Lubbeek aan de gevolgen van kanker.

## Yevgueni
Martine Tanghe wordt vernoemd in het muzieknummer "Als ze lacht" van Yevgueni uit 2004.

## Grote Prijs Martine Tanghe
De Grote Prijs Jan Wauters voor Uitmuntendheid in de Nederlandse Taal kreeg in 2024 op vraag van de familie Wauters de naam Grote Prijs Martine Tanghe.